# إيميل (ألاباما)
إيميل (بالإنجليزية: Emelle)‏ هي مدينة أمريكية تقع في ولاية ألاباما.تبلغ مساحة هذه المدينة 0.6 (كم²)،ويبلغ عدد سكانها 31 نسمة حسب إحصاء سنة 2010 م.تشير الإحصاءات بأن الكثافة السكانية في هذه المدينة تقدر بـ(51.7) نسمة/كم2.